# 鹿皮喬 (科羅拉多州弗羅蒙特縣)
鹿皮喬（英語：Buckskin Joe）是位於美國科羅拉多州弗里蒙特縣的一個非建制地區。該地的面積和人口皆未知。

## 地理
鹿皮喬的座標為38°28′35″N 105°19′37″W / 38.47639°N 105.32694°W，而該地的平均海拔高度為1920米（即6299英尺）。